# Bruno W. Pantel
Bruno Walter Pantel (* 17. März 1921 in Berlin; † 30. November 1995 in München) war ein deutscher Schauspieler, Kabarettist und Synchronsprecher.

## Leben
Der Sohn des Zauberers und Varietékünstlers Benno Pantel-Patrix absolvierte zunächst eine Ausbildung zum Fahrlehrer sowie eine medizinische Laboranten-Prüfung. Nebenbei arbeitete er bereits als Conférencier eines Berliner Kabaretts. Schließlich verlagerte Pantel seinen beruflichen Schwerpunkt auf die Schauspielerei. 1945 begann er eine Bühnenlaufbahn als Buffo unter Kurt Seifert am Berliner Theater Neukölln. Es folgten Theaterengagements im Berliner Hebbel-Theater und in München am Bayerischen Staatsschauspiel. Er gestaltete in den 1950er Jahren mit Hans Rosenthal und Kurt Pratsch-Kaufmann im Radio die RIAS-Kaffeetafel. Außerdem gehörte er ab 1959 zum Ensemble der Kölner Kabarettbühne Senftöpfchen. Er spielte mit Brigitte Mira, mit der ihn eine lebenslange Freundschaft verband.
Nach einem Bühnenunfall am 13. April 1973 wurde Pantel das rechte Bein amputiert. In der Folgezeit arbeitete er weiterhin als Schauspieler, übernahm vorwiegend Rollen in Fernsehproduktionen. 1989 musste ihm nach einem Herzinfarkt das linke Bein amputiert werden. Dennoch gab er den Beruf nicht auf und spielte noch in Fernsehproduktionen wie der RTL-Serie Ein Schloß am Wörthersee.
Für seine Verdienste um die Künste wurde er am 31. August 1992 mit dem Bundesverdienstkreuz am Bande ausgezeichnet. Bruno W. Pantel starb Ende November 1995 im Alter von 74 Jahren in München und war Vater von zwei Kindern. Sein Grab befindet sich auf dem Friedhof von Peiting im Ortsteil Birkland.

## Film und Fernsehen
1952 gab Pantel neben Georg Thomalla und Willy Fritsch in der Komödie Mikosch rückt ein sein Spielfilmdebüt. Es folgten zahlreiche Rollen in Kinofilmen unterschiedlicher Genres. Er spielte in Heimatfilmen wie Die Christel von der Post, Musikfilmen wie Freddy, die Gitarre und das Meer mit Freddy Quinn, in Krimis wie Banktresor 713 und Sherlock Holmes und das Halsband des Todes mit Christopher Lee, Edgar-Wallace-Filmen wie Zimmer 13 und Der Mönch mit der Peitsche und in Abenteuerfilmen wie William Dieterles Herrin der Welt, Komödien wie Drei Männer im Schnee  nach Erich Kästner und Heinz Erhardts Der letzte Fußgänger, Literaturverfilmungen wie Die Elixiere des Teufels nach E. T. A. Hoffmann und Dramen wie Gottfried Reinhardts Liebling der Götter über die Schauspielerin Renate Müller und Robert Siodmaks Ost-West-Drama Tunnel 28. Im Science-Fiction-Film Die 1000 Augen des Dr. Mabuse unter der Regie von Fritz Lang spielte er mit.
Im Fernsehen war er in den Mehrteilern Ein Kapitel für sich nach Walter Kempowski und Jauche und Levkojen nach Christine Brückner zu sehen. Er übernahm Gastauftritte in verschiedenen Fernsehserien und -reihe wie Tatort, Der Kommissar, Salto Mortale, Der Alte, SOKO 5113, Derrick und Meister Eder und sein Pumuckl.

## Synchronisation
Pantel war umfangreich als Synchronsprecher tätig. In der deutschen Erstsynchronisation von Das Mädel aus dem Böhmerwald (1957), Rache ist süß (1960) sowie bei einigen Episoden der Fernsehreihe Dick und Doof lieh er Oliver Hardy seine Stimme. Er synchronisierte Lou Costello (Abbott und Costello als Gangsterschreck), Gordon Jackson (Raubzug der Wikinger), Peter Falk (Eine total, total verrückte Welt) und Sebastian Cabot (in der Vorabendserie Lieber Onkel Bill). Einem jüngeren Publikum ist seine Stimme durch Kinderserien bekannt. Pantel sprach unter der Synchron-Regie von Eberhard Storeck den Fozzie-Bär in der Muppet Show, die Stubenfliege Puck in Biene Maja und den Wikinger Ulme in Wickie und die starken Männer.

## Filmografie (Auswahl)
- 1952: Mikosch rückt ein
- 1953: Wenn am Sonntagabend die Dorfmusik spielt
- 1955: Liebe, Tanz und 1000 Schlager
- 1955: Banditen der Autobahn
- 1956: Die Christel von der Post
- 1956: Das Bad auf der Tenne
- 1957: Der schräge Otto
- 1957: Tante Wanda aus Uganda
- 1957: Banktresor 713
- 1958: Münchhausen in Afrika
- 1958: Piefke, der Schrecken der Kompanie
- 1959: Du bist wunderbar
- 1959: Melodie und Rhythmus
- 1959: Abschied von den Wolken
- 1959: Freddy, die Gitarre und das Meer
- 1959: Unser Wunderland bei Nacht
- 1960: Liebling der Götter
- 1960: Freddy und die Melodie der Nacht
- 1960: Herrin der Welt
- 1960: Wir Kellerkinder
- 1960: Die 1000 Augen des Dr. Mabuse
- 1960: Der letzte Fußgänger
- 1960: Scheidungsgrund: Liebe
- 1961: Diesmal muß es Kaviar sein
- 1961: Lebensborn
- 1961: Immer Ärger mit dem Bett
- 1962: Tunnel 28
- 1962: So toll wie anno dazumal
- 1962: Sherlock Holmes und das Halsband des Todes
- 1963: Zimmer 13
- 1963: Der Henker von London
- 1964: Freddy und das Lied der Prärie
- 1967: Der Mönch mit der Peitsche
- 1967: Landarzt Dr. Brock: Das Gerücht
- 1969–1971: Salto Mortale (Fernsehserie)
- 1970: Liebling, sei nicht albern!
- 1971: Verliebte Ferien in Tirol
- 1972: Betragen ungenügend!
- 1972: Hauptsache Ferien
- 1972: Mensch ärgere dich nicht
- 1973: Vier Fenster zum Garten
- 1973: Crazy – total verrückt
- 1973: Was Schulmädchen verschweigen
- 1974: Drei Männer im Schnee
- 1975: Der Kommissar: Der Tod des Apothekers
- 1975: Bitte keine Polizei (TV-Serie, 1 Folge)
- 1976: Freiwillige Feuerwehr
- 1976: Die Elixiere des Teufels
- 1976: Das Brot des Bäckers
- 1976: Inspektion Lauenstadt (TV-Serie, 1 Folge)
- 1977: Das chinesische Wunder
- 1977–1993: Derrick (TV-Serie, 16 Folgen)
- 1978: Tatort – Der Mann auf dem Hochsitz (TV)
- 1979: Verführungen (TV)
- 1979: Jauche und Levkojen
- 1979: Ein Kapitel für sich
- 1981: Zurück an den Absender
- 1981, 1991: Der Alte (TV-Serie, zwei Folgen)
- 1984: Die Krimistunde (Fernsehserie, Folge 12, Episode: "Lebendig begraben")
- 1985: Polizeiinspektion 1 (TV-Serie, eine Folge)
- 1985: Macho Man
- 1987: Die Krimistunde (Fernsehserie, Folge 24, Episode: "Der Schlaf des Gerechten")
- 1989: Meister Eder und sein Pumuckl (Fernsehserie, Folge Pumuckl auf Hexenjagd)
- 1990: Ein Schloß am Wörthersee (TV-Serie, zwei Folgen)
- 1990: Regina auf den Stufen (TV)
- 1991: Stein und Bein
- 1992: Rosen für Afrika (TV)